# Llibres de Cròniques
El Llibre de les Cròniques (hebreu, דִּבְרֵי הַיָּמִים א, "Divrei Hayamim Alef"), és un llibre bíblic de l'Antic Testament, dividit habitualment en dos llibres a causa de la seva extensio: el Primer llibre de les Cròniques i el Segon llibre de les Cròniques. A la Bíblia cristiana està situat després del Segon llibre dels Reis, mentre que en el Tanakh hebreu es troba en el penúltim lloc.

## Propòsit
El propòsit del Llibre de les Cròniques és donar una lectura del passat a la vista del present i així unificar el poble de Déu, rastrejar les arrels del rei David i de les dotze tribus, i ensenyar que la veritable adoració ha de ser el centre de la vida nacional i individual.

## Sobre el nom
La Septuaginta i la Vulgata llatina donen als dos llibres de les Cròniques el nom de Paralipómenos, que significa "que corren paral·lels" a I i II Reis. Això no és del tot cert, perquè si bé les Cròniques en efecte descriuen els regnats d'Israel, no narren fets que s'hagin omès en els altres.

## Divisió del llibre original
Igual que en el cas dels Llibres de Samuel, Llibres dels Reis i els llibres d'Esdres-Nehemies, el que en el seu origen va ser un sol llibre fou dividit més tard i artificialment en dues obres. La raó d'aquestes divisions era, segurament, convertir l'enorme text del llibre original en dos rotllos de menors dimensions i, per tant, més fàcils de manejar. Per això, els dos llibres de cròniques s'han de considerar parts d'un de sol.
Així mateix, cal assenyalar que I i II Cròniques formen una clara unitat temàtica i estilística amb Esdres i Nehemies.

## Autor i època
L'autor dels Llibres de Cròniques és completament desconegut, tot i que la tradició jueva ho atribueix a Esdres, possiblement a causa de les similituds de vocabulari i estil amb el llibre del seu nom.
El seu pensament demostra que havia estudiat la doctrina i hi havia reflexionat llargament de la mà de mestres jueus.
Va escriure el seu llibre a finals del segle iv aC o en la primera meitat del segle iii aC.

## Contingut
- Les genealogies
- La mort de Saül
- El regne de David
- El Temple i els levites
- Els últims anys de la vida de David
- El regnat de Salomó
- El Regne de Judà

Els Llibres de les Cròniques fan una relació històrica dels esdeveniments més importants del poble jueu des dels orígens fins al decret de Cir II el Gran que posa en llibertat els hebreus després del captiveri a Babilònia.
El Primer llibre de Cròniques, en particular, narra el període comprès des dels orígens fins a la mort de David. Explica la història des d'Adam fins a Saül en la seva primera meitat (1Cr. 1-9) i després la de David (1Cr. 10-29).

## Diferències amb els Llibres dels Reis
Les Cròniques es diferencien dels Reis en el sentit que el cronista ha preferit explicar la història del seu poble però posant en primer pla els assumptes de la religió. No aconsegueix això mitjançant la confrontació documental sinó més aviat comparant cada episodi amb els altres llibres.
La veritable intenció de l'autor, sembla justificar teològicament les solucions que els mestres posteriors a l'exili a Babilònia donaren a greus problemes polítics i religiosos; la manera de fer això és representar el rei David com el model perfecte de la personalitat jueva, referint-se a tot el que David va ser, va fer i va dir, i als orígens mosaics de la Llei. Les cròniques estan, per tant, relacionades amb l'ensenyament i el Midraix, la tècnica educativa que analitza el passat per explicar les realitats del present.

## Utilització de les fonts
Els Llibres de Cròniques són uns llibres summament dependents de les seves fonts, especialment els Llibres dels Reis. A vegades les cita textualment amb la finalitat de relatar els fets amb objectius pedagògics. Tanmateix, la prosa del cronista és molt rica: abreuja llargs paràgrafs antics, modernitza la gramàtica i l'estil, omet repeticions, desplaça i situa correctament certs esdeveniments.

## Sentit religiós
Si es té en compte el fet que en el moment en què s'escriuen les cròniques, la majoria dels jueus vivien a la diàspora, llavors queda molt clar que la intenció del cronista és exaltar la unitat del judaisme.
Les cròniques ens condueixen per les genealogies, intentant demostrar que el llinatge del rei David s'estén fins als temps contemporanis (1Cr. 3). La genealogia de Saül s'atura en arribar a l'exili babilònic i la dels sacerdots principals s'interromp també i no continuarà sinó fins a Nehemies 12:10.